# Yangiyoʻl
Yangiyoʻl (ros. Янгиюль, Jangijul, w tumaczeniu z uzbeckiego "Nowa droga") – miasto w Uzbekistanie, w wilajecie taszkenckim, siedziba administracyjna tumanu Yangiyoʻl.
Liczba mieszkańców w 2010 roku wynosiła ok. 72,5 tys.
W mieście rozwinął się przemysł spożywczy oraz obuwniczy.

## Historia
Miasto powstało w miejscu starożytnej osady o nazwie Kaunchi-Tepe. Rozwój miasta był związany z rozbudową drogi kolejowej. Od 1934 roku osadę przemianowano w Jangijul.   
Od 1942 roku w Jangijulu mieścił się Sztab Armii Polskiej pod dowództwem gen. Władysława Andersa.
W czerwcu 1942 roku do miasta przybył z wizytą duszpasterską biskup polowy Józef Gawlina. Spotkał się on z żołnierzami i ludnością cywilną, ponieważ ludzie znajdujący się w zsyłce nie mieli możliwości uczęszczania do kościoła. W tym samym roku zaczęła się ewakuacja polskich żołnierzy i polskiej ludności z Jangijulu do Iranu. Z powodu wysokiej śmiertelności, przede wszystkim przez choroby zakaźne w mieście powstał polski cmentarz, który został zlikwidowany po wojnie. W tym miejscu obecnie znajduje się pomnik, upamiętniający 40 pochowanych Polaków. 

## Galeria

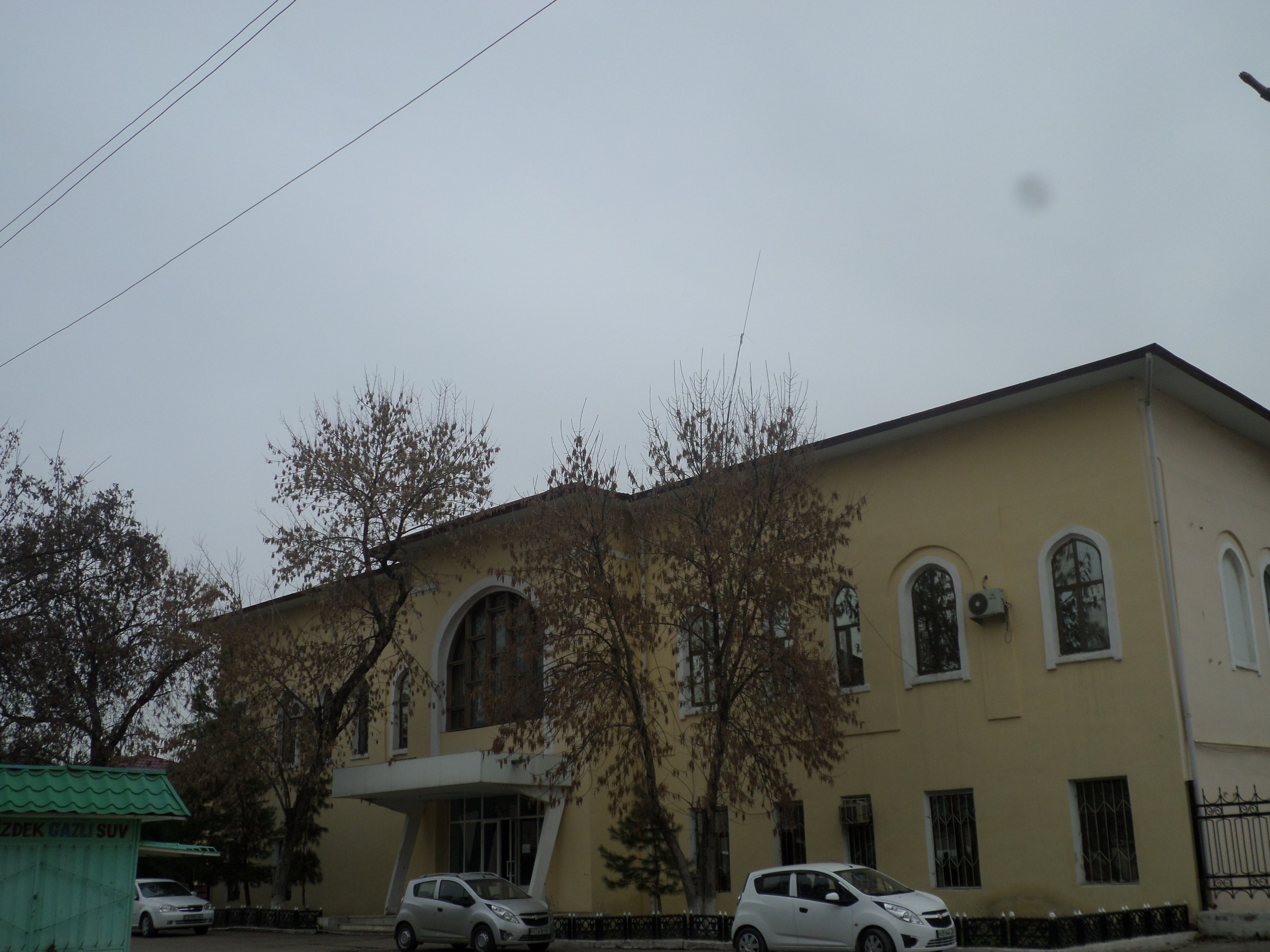
Dworzec główny
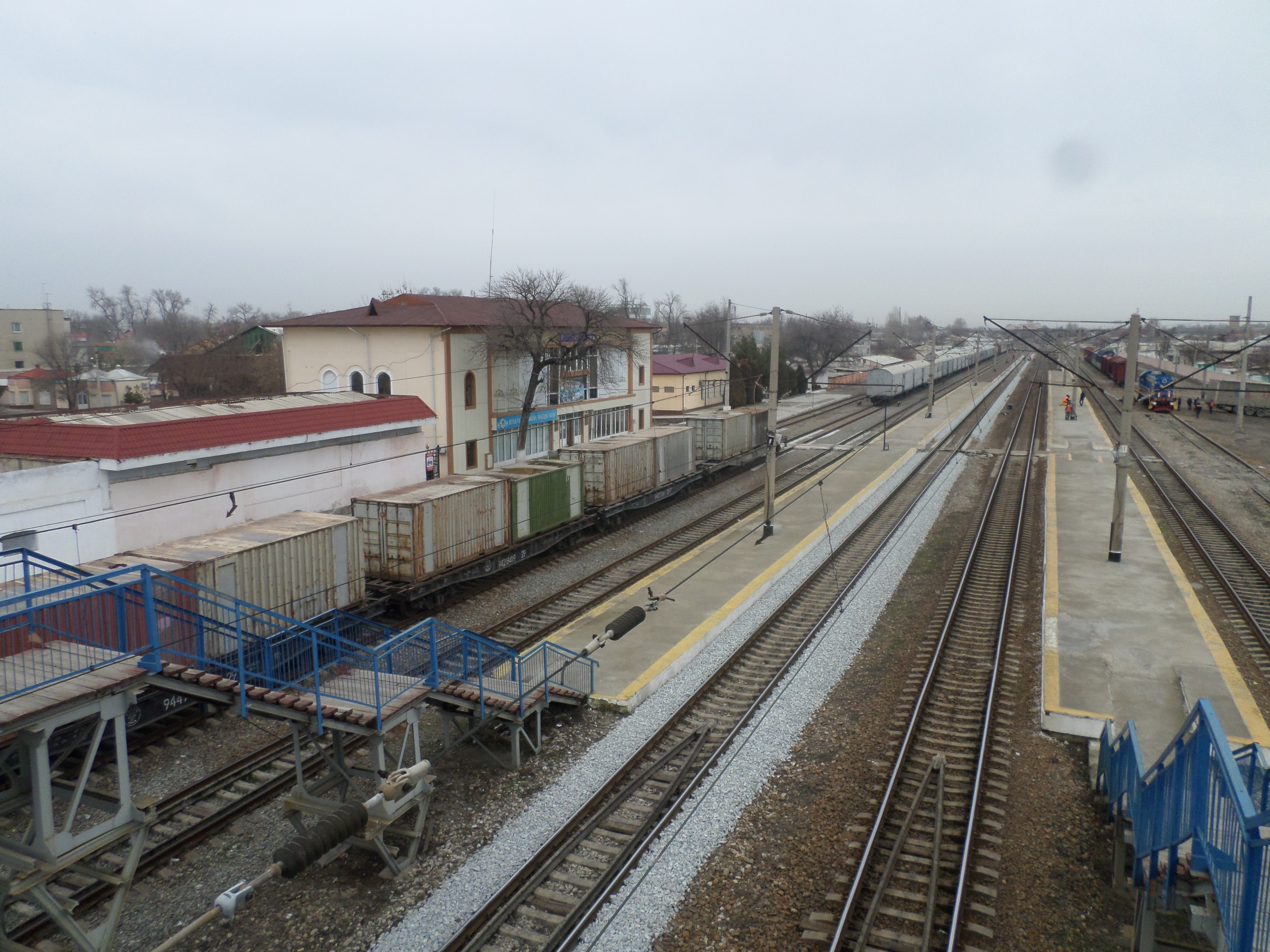
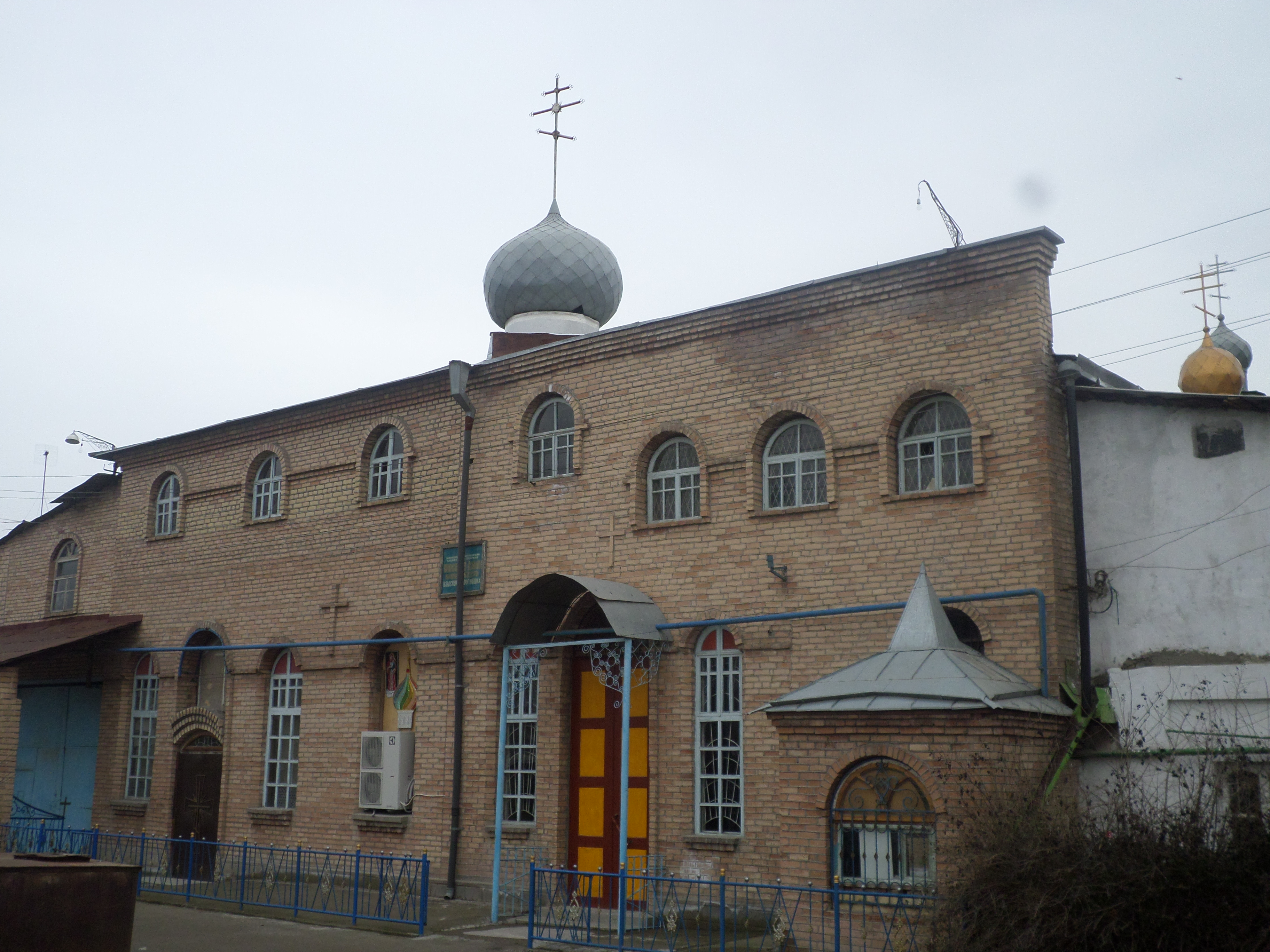
Prawosławna cierkiew
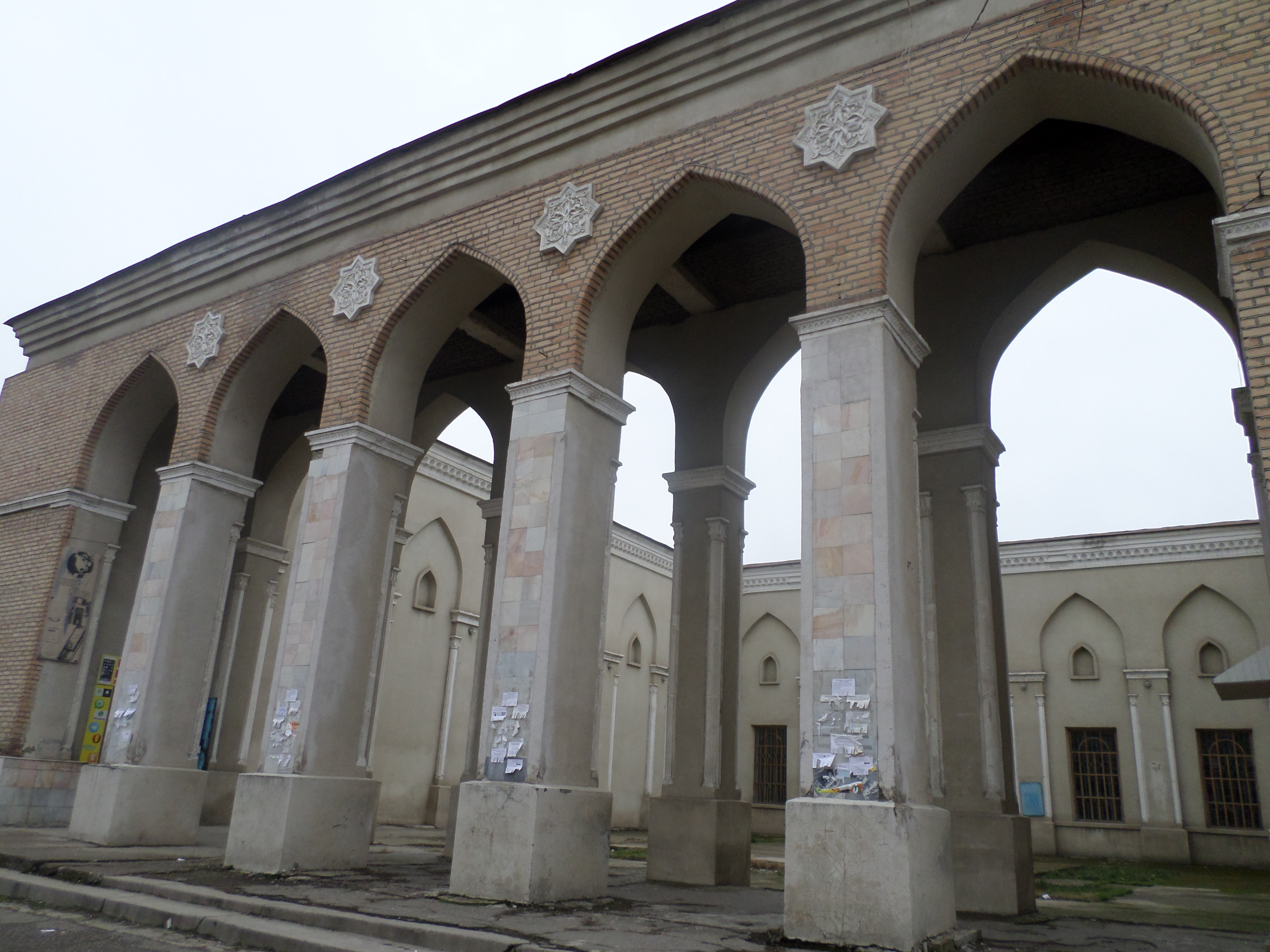
Kino